# Victor Blanchet
Pour les articles homonymes, voir Blanchet.
Victor Blanchet (25 avril 1862 à Rives - 4 décembre 1930 à Paris), est un industriel et homme politique français.

## Biographie
Fils de Léonce Blanchet, d'une ancienne et notable famille de maître de forges de Rives qui fonda les papeteries Blanchet Frères et Kléber, il fut maire de Rives de 1897 à 1919, puis député de l'Isère de 1919 à 1924.
Il était président du Syndicat des fabricants de papier de France et administrateur-délégué de la Société anonyme des papeteries de Rives.

## Sources
- « Victor Blanchet », dans le Dictionnaire des parlementaires français (1889-1940), sous la direction de Jean Jolly, PUF, 1960 [détail de l’édition]